# Kenianische Basketballnationalmannschaft der Damen
Die kenianische Basketballnationalmannschaft der Damen ist die Auswahl kenianischer Basketballspielerinnen, welche die Kenya Basketball Association auf internationaler Ebene, beispielsweise in Freundschaftsspielen gegen die Auswahlmannschaften anderer nationaler Verbände, aber auch bei internationalen Wettbewerben repräsentiert. Größte Erfolge waren der zweite Platz bei der Afrikameisterschaft 1993 sowie die Teilnahme an der Weltmeisterschaft 1994. 1965 trat der nationale Verband dem Weltverband Fédération Internationale de Basketball (FIBA) bei. Im Juni 2014 wurde die Mannschaft auf dem 66. Platz in der Weltrangliste der Frauen geführt.

## Internationale Wettbewerbe

### Kenia bei Weltmeisterschaften
Die Mannschaft konnte sich durch den zweiten Platz bei der Afrikameisterschaft 1993 für die Weltmeisterschaft 1994 qualifizieren, wo sie unter 16 Teilnehmern auf den letzten Platz kam.

### Kenia bei Olympischen Spielen
Bisher gelang es der Mannschaft nicht sich für die olympischen Basketballwettbewerbe zu qualifizieren.

### Kenia bei Afrikameisterschaften
Die Mannschaft kann bisher fünf Teilnahmen an der Afrikameisterschaft vorweisen. Dabei konnte das Nationalteam 1993 den zweiten Platz erreichen.
| - 1966: nicht qualifiziert - 1968: nicht qualifiziert - 1970: nicht qualifiziert - 1974: nicht qualifiziert - 1977: nicht qualifiziert - 1979: nicht qualifiziert - 1981: nicht qualifiziert - 1983: nicht qualifiziert - 1984: nicht qualifiziert - 1986: 5. Platz - 1990: nicht qualifiziert | - 1993: 2. Platz - 1994: nicht qualifiziert - 1997: 4. Platz - 2000: nicht qualifiziert - 2003: nicht qualifiziert - 2005: nicht qualifiziert - 2007: 12. Platz - 2009: nicht qualifiziert - 2011: nicht qualifiziert - 2013: 10. Platz |

### Kenia bei den Afrikaspielen
Die Damen-Basketballnationalmannschaft Kenias nahm bisher sechsmal an den Wettbewerben der Afrikaspiele teil. In den Jahren 1995, 2003 und 2007 erreichte man den fünften, 2011 den sechsten und bei den Wettkämpfen 1987 den siebten Rang, außerdem nahm Kenia 1991 teil.